# A1H (Zwitserland)
De A1H (Zwitserland) is een autosnelweg in Zürich in Zwitserland. Vroeger was de weg, net zoals de A3w deel van de A3. (De A3 wordt nu om Zürich heen gelegd.) De weg is 5 km lang. De laatste km is een gewone weg en daar staat de A1h niet op de borden, maar is het wel degelijk deel van het traject van de A1h. De rest van het traject is een 2x3-baans autosnelweg.